# Can Ribes (Riudarenes)
Can Ribes és una masia de Riudarenes (Selva) inclosa a l'Inventari del Patrimoni Arquitectònic de Catalunya.

## Descripció
Edifici de planta rectangular de dos pisos i de tres crugies amb coberta a dues vessants laterals. El portal és impostat amb llinda de pedra monolítica i les finestres també son de pedra, una d'elles d'arc conopial. A l'interior hi ha una sala central i la cuina al fons. A la dreta hi ha les quadres i a l'esquerra una altra habitació. L'escala que mena al pis de dalt és de pedra. Les obertures són de pedra monolítica, una de les finestres de la façana té inscrita la data de 1666. La coberta d'encavallat de fusta es troba en mal estat i s'ha apuntalat amb un pilar de formigó. El paviment és de toves. Les construccions annexes encara estan en un estat més ruïnós amb els sostres enfonsats.